# قره‌لی‌لر
قره‌لی‌لر (به لاتین: Qaralılar، تا سال ۱۹۹۱ میلادی ایکینجی امام‌وردی‌لی İkinci İmamverdili) یک منطقه مسکونی در جمهوری آذربایجان است که در شهرستان بیلقان واقع شده است. قره‌لی‌لر ۸۷۰ نفر جمعیت دارد.